# Plessippo
Plessippo è un personaggio della mitologia greca.
Figlio di Testio e di Euritemi, aveva come sorelle Altea, Leda, Ipermnestra e come fratelli Evippo, Euripilo ed Ificlo.

## Mitologia
Fu ucciso da Meleagro poiché reo di avere strappato la pelle del dorso del cinghiale calidonio dalle mani di Atalanta a cui lo stesso Meleagro l'aveva donata. 

Meleagro (figlio della sorella Altea) uccise anche suo fratello Tosseo per lo stesso motivo.